# Claudio Luiz Assuncao de Freitas
Claudio Luiz Assuncao de Freitas (født 31. marts 1972) er en tidligere brasiliansk fodboldspiller.